# Alfred Hutton
Alfred Hutton (10 de març de 1839 – 18 de desembre de 1910) fou un oficial victorià dels Dragons de la Guàrda Reial, escriptor, antiquari i esgrimista. Va originar el primer ressorgiment anglès de la esgrima històrica, juntament amb els seus col·legues Egerton Castell, Carl Thimm, Cyril Matthey, Percy Rolt, Ernest George Stenson Cooke, Herbert Franc Whittow, Sir Frederick i Walter Herries Pollock.

## Primers anys
Alfred Hutton va néixer el 10 de març de 1839 a Beverley, Yorkshire essent el més jove i l'onzè i setè fill respectivament d'Henry William Hutton (1787–1848) i la seva muller Marianne (1795-1879). Henry W Hutton fou capità del 4t de Dragons de les Reial Guàrdies Irlandeses, d'on es va retirar 1811.
Alfred va anar a la Blackheath Proprietary School, a Lewisham i es matriculà a la Universitat d'Oxford, el 25 de novembre de 1857. Inicialment es va interessar per l'Església, però l'esclat de la Rebel·lió índia de 1857 va girar els seus pensaments cap a una carrera militar. Va deixar la universitat sense graduar-se i es va unir l'Exèrcit.

## Carrera militar

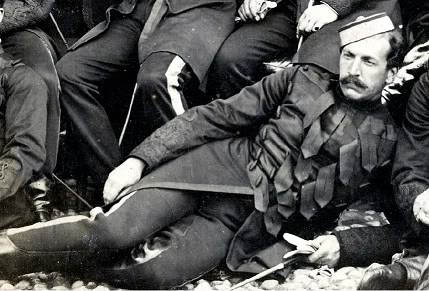
En lligadura caserària, portant una gorra cuartelera.

La seva carrera militar va començar el 31 de maig de 1859, quan va unir el 79è (Cameron) de Highlanders com a cadet. Tan bon punt va arribar al cuarter del seu regiment a Perth va provar ser un esgrimista expert. 
| « | The youngest officer was probably the most skilful swordsman in the Army, though his comrades did not realise the fact. He brought with him a bundle of swords of different kinds, and one of the sergeants, anxious to teach the newcomer a lesson, challenged him to a bout. The sergeant, who had a reputation as a man-at-arms, chose the bayonet against the young ensign's sword, but was easily worsted, and the result was the same when the weapons were changed. After this feat the young officer was invited to form a fencing class for the officers and non-commissioned officers, and the swordsmanship of the regiment was greatly improved. | » |

En unir-se a la seu del seu regiment a l'Índia, a petició del seu comandant, el Coronel Hodgson, va organitzar al regiment el Club d'Esgrima Cameron, pel qual va escriure la seva primera obra, un llibret de dotze pàgines que va titular Swordsmanship (1862), imprés per la Simla Advertiser Press. El 14 de gener de 1862 Hutton va ser promogut a la posició de Tinent. L'any 1864 després 4 anys a infanteria va canviar a cavalleria: el 7è d'Húsars. Després de ser invalidada la seva residència el 1865 va incorporar-se al 1r de Dragons de la Guàrida Reial i va seguir popularitzant l'esgrima en els seus regiments. Va ser promogut a capità el 30 de setembre de 1868, i retirat del servei el 1873.
| « | Throughout his career he was a strong advocate of better swordsmanship in the Army. He was one of the first, too, to raise bayonet fighting to the dignity of a science. | » |

## Esgrima

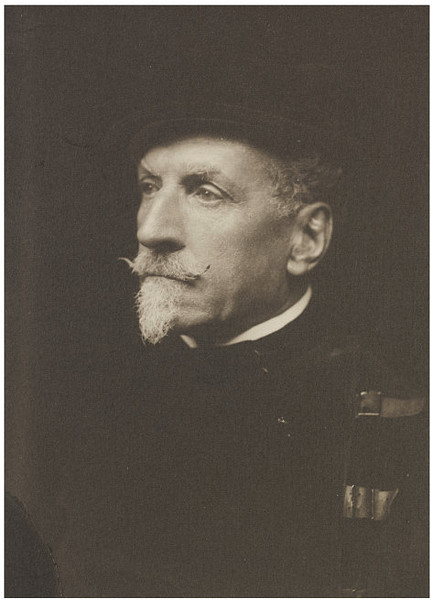
Retrat d'Alfred Hutton (dècada de 1890).

Hutton va començar a aprendre esgrima als dotze anys a l'escola d'esgrima del carrer de St James de Henry Charles Angelo el Jove (1780-1852), nomenat Superintendent d'exercici d'armes a l'exèrcit (1833-1852), autor del Infantry Sword Exercise (1845), que va ser el llibre de referència de l'exèrcit britànic per a la instrucció de l'espasa a peu durant 50 anys. Aquesta escola va ser establerta per Domenico Angelo Malevolti Tremamondo (1716-1802), reconegut mestre d'esgrima italià de Leghorn, autor del clàssic tractat sobre espasí L'École des Armes (1763, L'Escola d'Esgrima). El pare d'Alfred fa ser alumne de Henry Angelo el Vell (1756-1835), fill del fundador d'aquesta dinastia d'esgrima, Domenico Angelo.
Després de tornar de l'Índia el 1865, Hutton s'havia convertit en alumne i amic de William McTurk, successor de Henry Charles Angelo a l'escola d'armes del carrer St James. En abandonar l'exèrcit es va centrar en la pràctica d'esgrima moderna amb floret, sabre i baioneta, però sobretot en l'estudi i la recuperació de sistemes i escoles d'esgrima més antigues. El 1889, Hutton va publicar el seu treball més influent, Cold Steel: A Practical Treatise on the Sabre (Un tractat pràctic sobre el sabre), que va presentar un mètode original d'ús de sabre militar a peu, que combina la contundent espasa anglesa del segle xviii amb el modern sabre de duel italià. El tractat també oferia tècniques d'autodefensa basades en la porra i la baioneta, així com material d'exercici dels textos del segle xvi, incloent Marozzo. Va defensar amb èxit l'ús de espases rectes per estoca en comptes de per tallar per part de la cavalleria. El 1890 va publicar Fixed Bayonets, en el qual va insistir que una baioneta emprada amb competència hauria de guanyar un bon espadatxí, però la seva visió sobre els combats de baioneta es considerava massa teòrica per a les pràctiques aleshores considerades modernes. Va respondre deplorant la dependència militar de les teories italianes de l'esgrima i l'exclusió de la pràctica francesa efectiva.
La defensa i pràctica pionera de Hutton de l'esgrima històrica va incloure reconstruccions dels sistemes d'esgrima de diversos mestres històrics com George Silver i Achille Marozzo. Va fer nombroses conferències i demostracions pràctiques d'aquests sistemes durant la dècada de 1890, tant per beneficiar diverses organitzacions benèfiques militars com per fomentar el mecenatge dels mètodes contemporanis d'esgrima competitiu, que fins aquell moment havien quedat fora de la moda popular a Anglaterra. També va utilitzar aquestes conferències i demostracions per defensar les seves pròpies teories sobre l'esgrima militar.

## Influència a l'esgrima escénica

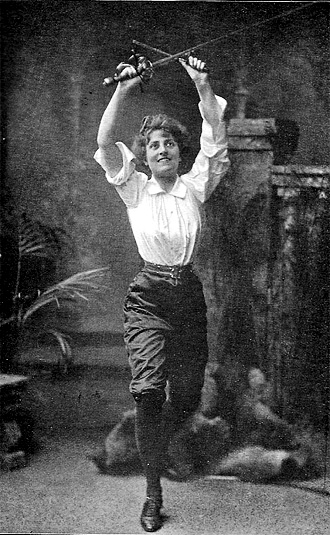
Actriu i tiradora escénica Esmé Beringer, una alumna de Hutton.

Hutton va introduir amb èxit l'esgrima realista, històricament exacta, en el repertori teatral contemporani. A Old Sword Play (1892) hi va escriure:
| « | There are those who affect to ridicule the study of obsolete weapons, alleging that it is of no practical use; everything, however, is useful to the Art of Fence which tends to create an interest in it, and certain it is that such contests as Rapier and Dagger, Two hand Sword, or Broadsword and Handbuckler, are a very great embellishment to the somewhat monotonous proceedings of the ordinary assault of arms. | » |

| « | The Combinations will be found extremely useful as forms of “set play” for combats on the dramatic stage. | » |

Entre 1899 i 1902, Hutton va fer classes esgrima escénica per a actors a través del Club Bartitsu, on va ser membre del Consell d'Administració i va aprendre els conceptes bàsics del jujutsu i del mètode de Vigny de lluita amb bastons dels seus companys instructors..
Alfred Hutton va arranjar combats per a nombroses obres a Londres, incloent:
- Romeo i Julieta al Teatre del Tribunal, va del 17 de març de 1904 fins al 5 de març de 1904
- La Comèdia dels Errors, va actuar el 17 de desembre de 1904 (4 actuacions)
- Romeo i Julieta al Liceu de Londres, va actuar del 14 de març de 1908 fins al 30 de maig de 1908

## Mort

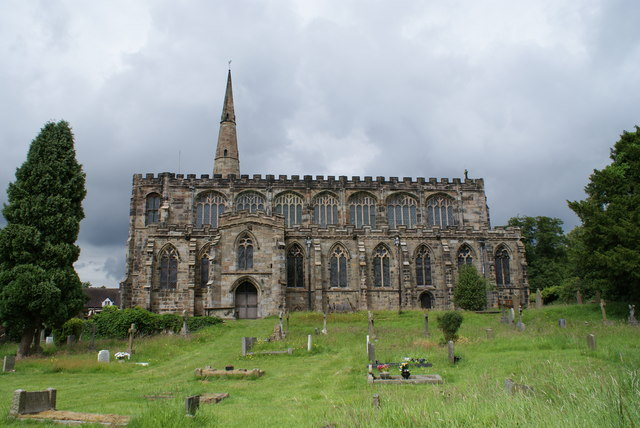
L'església de St Mary del sud

Va morir va morir a casa seva al 76 del carrer Jermyn a London, el 18 de desembre de 1910, i va ser enterrat cementiri de l'església de St Mary a Astbury, Cheshire, tres dies més tard. A la seva tomba s'hi pot trobar la següent inscripció:
| « | In Affectionate Memory of / ALFRED HUTTON late King's Dragoon Guards & Last Surviving Son of HENRY WILLIAM HUTTON of Beverley / Hold thou Thy Cross Before My Closing Eyes / Born March 10th 1839. Died December 18th 1910, Aged 71 Years. | » |

La darrera década, s'han reeditat diverses obres d'Alfred Hutton: Old sword play: techniques of the great masters (Ús de l'espasa antiga: tècniques dels grans mestres) (2001, 2010), The sword through the centuries (L'espasa a través dels segles) (2002), Cold Steel: the art of fencing with the sabre (Acer Fred: l'art d'esgrir el sabre) (2006).

## Familia
La seva mare, Marianne (morta el 19 de gener de 1879, amb 87) i dues germanes: Harriott (morta el 18 de gener de 1906) i Marianne Eleanor (morta el 31 de gener de 1908, amb 95) també foren enterrades al cementiri de l'església de St Mary. Un dels seus germans, Henry John va morir el 1846 i va ser enterrat a la Catedral de Beverly, on hi ha la inscripció:
| « | Here lies the remains of Henry John Hutton, the beloved son of Henry William and Marianne Hutton, formerly Captain in her Majesty's 34th Regiment. He was born at Sherwood Hall in Nottinghamshire 1 July 1814 and died at Clifton near Bristol the 24 October 1846 | » |

 El seu altre germà, Edward Thomas Hutton (-1849), era el pare de Sir Edward Hutton.

## Col·leccions

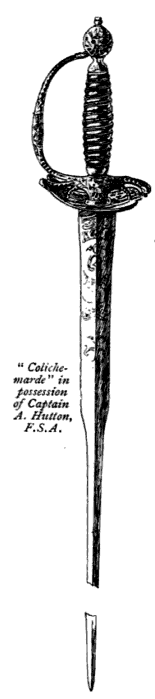
Un colichemarde de la col·lecció Hutton

Hutton va llegar la seva excel·lent col·lecció de literatura sobre duels i esgrima, amb alguns espècimens admirables d'espases i ganivets orientals, al Victoria and Albert Museum. Almenys 276 llibres de la seva col·lecció de llibres d'esgrima es poden trobar a la National Art Library al V&A Museum. La majoria dels volums lligats a Hutton estàn en vellum, amb lletres de cuir vermell a les cobertes. Les tapes són daurades amb el nom de Hutton en tipografia gòtica i la seva cresta armorial.

## Obres
- Swordsmanship (1862), escrit pels membres del Club d'Esgrima Cameron (Simla)
- Swordsmanship, per a soldats (1866)
- Swordsmanship and Bayonet-fencing (1867)
- The Cavalry Swordsman (1867)
- Bayonet-fencing and Sword-practice (1882)
- Cold Steel: a practical treatise on the sabre, based on the old English backsword play of the Eighteenth century, combined with the method of the modern Italian school. Also on various other weapons of the present day, including the short sword-bayonet and the constable’s truncheon. Illustrated with numerous figures, and also with reproductions of engravings from master’s of bygone years (1889)
- Our Daggers: or, how to use the new bayonet (1890)
- Fixed Bayonets. A complete system of fence for the British magazine rifle, explaining the uses of the point, edges, and butt, both in offence and defence: comprising also a glossary of English, French, and Italian terms common to the art of fencing, with a bibliographical list of works affecting the bayonet (1890)
- The Swordsman. A manual of fence for the three arms, foil, sabre, and bayonet. With an appendix consisting of a code of rules for assaults, competitions (1891)
- Old Swordplay: A glance at the systems of fence in vogue during the XVIth, XVIIth, and XVIIIth centuries, with lessons arranged from the works of various ancient masters for the practical study of the use of the picturesque arms borne of forefathers (1892)
- Our Swordsmanship (1893), conferència a la Reial Institució de Servei Unida, Whitehall
- Notes on Ancient Fence (1895), un relat descriptiu de l'esgrima del segle xvi, al Albany Club (Kingston upon Thames), per membres de l'escola d'armes, la Brigada de Rifles de Londres sota la direcció del Capità Alfred Hutton i Ernest Stenson Cooke. Amb notes sobre "esgrima antiga" del capità A. Hutton i sobre la bibliografia de l'art de l'esgrima, pel capità C.A. Thimm.
- The infantry sword exercises of 1895 (cap a 1895)
- A criticism of the infantry sword exercise of 1896 (1896)
- Sword Fighting and Sword Play (1897), Revisió de l'Esgrima índia
- The Swordsman. A manual of fence for the foil, sabre and bayonet (1898)
- Examples of Ju Jitsu, or Japanese Wrestling for Schoolboys (sense data, al voltant 1900) Jujutsu
- The Sword and the Centuries or Old Sword Days and Old Sword Ways: being a description of the various swords used in civilized Europe during the last five centuries, and of single combats which have been fought with them (1901)